# Kris Murray
Pour les articles homonymes, voir Murray.
Kristopher James Murray, né le  19 août 2000 à Cedar Rapids dans l'Iowa, est un joueur américain de basket-ball évoluant aux postes d'ailier et d'ailier fort.
Son frère jumeau, Keegan Murray, a été drafté en 2022 en 4e position par les Kings de Sacramento.

## Biographie

### Carrière universitaire
Entre 2020 et 2023, il joue pour les Hawkeyes de l'Iowa à l'université de l'Iowa.

### Carrière professionnelle

#### Trail Blazers de Portland (depuis 2023)
Lors de la draft 2023, il est choisi en 23e position par les Trail Blazers de Portland.

## Palmarès

### Universitaire
- Third-team All-American – AP, USBWA, SN en 2023
- First-team All-Big Ten en 2023

## Statistiques

### Universitaires
| Saison    | Équipe   | Matchs | Titul. | Min./m | % Tir | % 3pts | % LF  | Rbds/m. | Pass/m. | Int/m. | Ctr/m. | Pts/m. |
| --------- | -------- | ------ | ------ | ------ | ----- | ------ | ----- | ------- | ------- | ------ | ------ | ------ |
| 2020-2021 | Iowa     | 13     | 0      | 3,1    | 23,1  | 0,0    | 100,0 | 0,62    | 0,08    | 0,08   | 0,08   | 0,62   |
| 2021-2022 | Iowa     | 35     | 1      | 17,9   | 47,9  | 38,7   | 64,5  | 4,26    | 1,06    | 0,83   | 0,89   | 9,71   |
| 2022-2023 | Iowa     | 29     | 28     | 34,8   | 47,6  | 33,5   | 72,9  | 7,93    | 2,00    | 1,03   | 1,17   | 20,21  |
| Carrière  | Carrière | 77     | 29     | 21,7   | 47,3  | 34,8   | 69,9  | 5,03    | 1,25    | 0,78   | 0,86   | 12,13  |

## Vie privée
Il est le frère de Keegan Murray, sélectionné en 4e position par les Kings de Sacramento lors de la draft 2022 de la NBA.